# Spinomantis brunae
Spinomantis brunae és una espècie de granota de la família dels mantèl·lids endèmica de Madagascar.
Viu als boscos tropicals i subtropicals humits, rius i àrees rocalloses.
Està en perill d'extinció per la pèrdua del seu hàbitat natural.